# Roberto Müller (1964)
Roberto Müller, também conhecido como volume 1, é o álbum de estreia do cantor piauiense Roberto Müller.
Embora sendo ídolo há anos na região norte-nordeste deste nosso imenso Brasil, Roberto Müller ainda não tinha o destaque nacional merecido. Mas tudo mudou, após grandes êxitos no Rio de Janeiro, principalmente em apresentações ao vivo e posteriormente com a sua primeira gravação para discos CBS, intitulada "Cansei de Humilhar". Roberto Müller teve sua carreira marcada definitivamente com o lançamento em 1964 de seu primeiro LP., alçando de vez todo o território nacional e demostrando claramente a razão de seu enorme sucesso.

## Lista de faixas
| N.º | Título                                         | Compositor(es)                             | Duração |  |
| 1.  | "Que Me Mate A Bebida (Que Me Mate La Bebida)" | Hector Flores Osuna/Vrs. J. V. Rosa Júnior |         |  |
| 2.  | "Separados"                                    | Rossini Pinto                              |         |  |
| 3.  | "Nossa Noite"                                  | Jacira Costa                               |         |  |
| 4.  | "Triste Exemplo"                               | Elias Soares/Sebastião Rodrigues           |         |  |
| 5.  | "Recompensa"                                   | F. Hernandez/Vrs. J. V. Rosa Júnior        |         |  |
| 6.  | "Quase Chorei de Amor"                         | Nuno Soares                                |         |  |
| 7.  | "Nunca Mais Brigarei Contigo"                  | Elias Soares/Sebastião Rodrigues           |         |  |
| 8.  | "Castiga-me (Regañame)"                        | Hector Flores Osuna/Vrs. J. V. Rosa Júnior |         |  |
| 9.  | "Onde Estás"                                   | Oscar Bellandi/José Batista                |         |  |
| 10. | "Sem Poder Compreender (Sin Poder Comprender)" | B. Landestoy/Vrs. J. V. Rosa Júnior        |         |  |
| 11. | "Fruto Amargo"                                 | Ivette Marchand/J. V. Rosa Júnior          |         |  |
| 12. | "Mendigo do Teu Carinho"                       | Jacira Costa                               |         |  |